# Преображенська сільська рада (Сватівський район)
| Преображенська сільська рада — колишній орган місцевого самоврядування у Сватівському районі Луганської області з адміністративним центром у с. Преображенне. Сільській раді підпорядковані населені пункти: - с. Преображенне |

## Склад ради
Рада складається з 14 депутатів та голови.

### Керівний склад ради
| ПІБ                              | Основні відомості                                                                       | Дата обрання | Дата звільнення |
| -------------------------------- | --------------------------------------------------------------------------------------- | ------------ | --------------- |
| Артемчук Валентина Володимирівна | Сільський голова, 1956 року народження, освіта, позапартійна                            | 26.03.2006   | 31.10.2010      |
| Артемчук Валентина Володимирівна | Сільський голова, 1956 року народження, освіта середня спеціальна, член Партії регіонів | 31.10.2010   | 15.10.2014      |

Примітка: таблиця складена за даними джерела